# Newbold Pacey
Newbold Pacey – wieś i civil parish w Anglii, w Warwickshire, w dystrykcie Stratford-on-Avon. W 2011 civil parish liczyła 267 mieszkańców. Newbold Pacey jest wspomniana w Domesday Book (1086) jako Niwebold.